# Vinica
För andra betydelser, se Vinica (olika betydelser).
Vinica (makedonska: Виница [ˈvinitsa] lyssna (fil)) är en stad i kommunen Vinica i östra Nordmakedonien. Staden hade 8 584 invånare vid folkräkningen år 2021.
Av invånarna i Vinica är 88,46 % makedonier, 7,59 % romer, 2,16 % turkar och 1,01 % valaker (2021).